# La rubia del camino
 La rubia del camino  es una película argentina del género de comedia filmada en blanco y negro dirigida y guionada por Manuel Romero que se estrenó el 6 de abril de 1938 y que tuvo como protagonistas a Paulina Singerman, Enrique Serrano, Marcelo Ruggero y Sabina Olmos. 

## Sinopsis
Una joven millonaria y coqueta (Paulina Singerman) es conquistada por un camionero cantor (Fernando Borel) cuando se encuentra huyendo antes de su compromiso con un conde italiano (Enrique Serrano).

## Reparto
- Paulina Singerman ... Isabel 'Betty' Costa Reina
- Enrique Serrano ... Conde Ugolino Malipieri
- Marcelo Ruggero ... Batista
- Sabina Olmos ... Lucía
- Fernando Borel ... Julián Achával
- María Esther Buschiazzo ... Elvira Costa Reina
- Juan José Porta ... Abuelo
- Enrique Roldán ... Raúl
- Mary Dormal ... Inés
- Alberto Terrones ... Emilio Costa Reina
- María Vitaliani ... Marietta
- Vicente Forastieri

## Comentario
Este filme, que significó el debut cinematográfico de la actriz Paulina Singerman, muestra la influencia de Lo que sucedió aquella noche. El crítico Calki escrubuó sobre este filme: “Comedia ágil y bien hecha”. “La película de las sorpresas: una revelación: Paulina Singerman, como actriz cinematográfica. Un hallazgo: Fernando Borel, galán vigoroso nuevo, cien por cien de cine. Y una rehabilitación: Manuel Romero como argumentista, haciendo una comedia con recursos limpios, buen diálogo y grata comicidad. (…) Tiene todo lo que tiene que tener una película: entretiene y divierte sin un solo minuto de falto de animación.”
Por su parte el crítico Rodrigo Tarruella escribió:

"el encuentro de Paulina con el camionero cantor Fernando Borel logra una exaltada combinación de pasión sexual y lucha de clases dignas de D. H. Lawrence…(el filme)….es uno de los raros momentos de libertad vital del cine argentino y uno de los contados y fugaces en que Romero suspende su retórica de la ley de ley, orden, sacrificio y sufrimiento, los cuatro jinetes del sistema al cual se rendía”.